# 레시아호

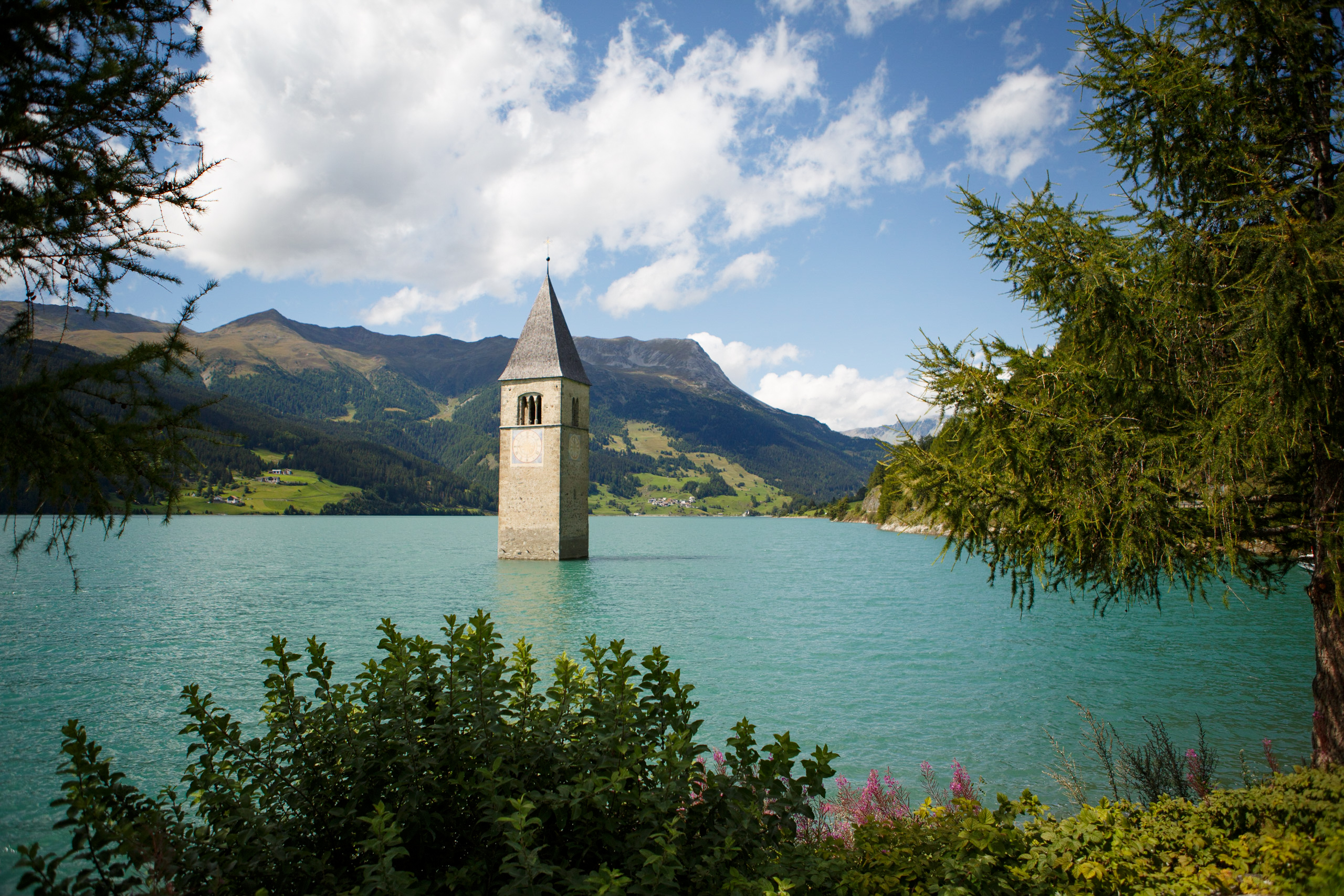
레시아호

레시아호(이탈리아어: Lago di Resia 라고디레시아[*]) 또는 레셴호(독일어: Reschensee 레셴제[*])는 이탈리아 트렌티노알토아디제주 볼차노도를 흐르는 호수이다.